# 二二八事件紀念基金會
財團法人二二八事件紀念基金會，是中華民國行政院依《二二八事件處理及賠償條例》於1995年10月設立的公設財團法人機構，創立初期工作重點在於處理對二二八事件的賠償、紀念活動與撫慰，2009年起經營二二八國家紀念館。

## 建立
1990年11月29日，中華民國行政院成立「行政院研究二二八事件專案小組」，研議有關善後處理問題，先後公布研究報告及成立二二八建碑委員會，並指定內政部辦理申報核備此一事件受難者之人數。小組召集人邱創煥表示，建議進一步蒐集資料，並公布真相、成立專館、專室或紀念館，以及查尋失蹤人口。
1991年3月4日下午，總統李登輝約見二二八事件遺族李月美、郭勝華、張玉蟬、陳重光、林宗義、黃阮美娃及陳盤谷等七位代表。此會是由台灣基督長老教會牧師翁修恭及《曠野》雜誌發行人蘇南洲的安排下，家屬並請求豎立紀念碑、成立二二八紀念基金會、向臺灣人民、遺族、國際交代五事項。次年，2月26日，中國國民黨立法院黨政協調工作會在中國國民黨中央委員會召開早餐會報，通過立委葛雨琴建議，先成立「中國國民黨立法院黨團二二八委員會」，望透過與家屬的聯繫、協調，協助平撫創痕，能以民意機關立場，有效監督政府妥善處理各項後續問題。
1993年3月24日，行政院研究二二八事件專案小組建議內政部，應儘速與法務部等有關機關會商，擬具相關草案；建議基金會置董事二十一人，董事由政府代表、專家學者、社會公正人士、受難者或受難者家屬代表共同組成之。6月10日上午，行政院院會通過《二二八事件處理及賠償條例》草案，將捐助新台幣二十億元成立二二八事件基金會。6月16日，法務部長馬英九、內政部長吳伯雄對二二八遺族屬表示歉意，其中馬英九表示對整個事件政府難辭其咎，望藉由法案來表達政府的善意與誠意。
1994年3月9日，林洋港以國民黨副主席身分在國民黨中常會提出臨時動議，加速二二八遺族賠償事宜。立法院內政委員會召集委員徐中雄和陳宏昌表示，當年國民黨的失職，如今不應由全體納稅人來負擔，這不符合社會公義，應以國民黨黨產賠償；獲得新黨立委陳癸淼、民進黨立委沈富雄等在野黨贊同。
1995年3月23日，立法院院會經過二十三次表決及重付表決，國民黨團強力動員通過補償條例，原處理補償事宜的「二二八事件賠償委員會」易名為「財團法人二二八事件紀念基金會」，民進黨團尊重表決結果。為負責辦理補償金發放及舉行紀念活動，7月24日內政部社會司主其事，先動支行政院第二預備金新台幣四千萬元作為二二八紀念基金會創立基金。行政院秘書長趙守博於10月6日表示，行政院已核定二二八事件紀念基金會的運作等相關規定，內政部社會司先暫代基金會收件。7日，行政院核定二二八事件紀念基金會董、監事名單：董事有內政部長黃昆輝、教育部長郭為藩、法務部長馬英九、行政院政務委員張京育、中央研究院三民主義研究所研究員賴澤涵、近代史研究所研究員張玉法、中國國民黨黨史委員會代理主任委員李雲漢、律師張天欽、中華民國軍人之友社理事長陳重光、牧師翁修恭、世界新聞傳播學院董事長葉明勳、旅居加拿大的教授林宗義、中華二二八和平促進會秘書長張秋梧、台南縣二二八公義和平救世會理事長沈義人、台北市二二八關懷協會常務理事楊光漢；監事有財政部長林振國、行政院主計處主計長汪錕、審計部審計長蘇振平。

## 運作

### 李登輝政府時期
1995年10月21日，二二八事件紀念基金會召開首次董事會，推選行政院政務委員張京育為董事長，基金會隨即運作。對於基金會是否可長期存在，法律見解不一，因條例第三條規定「行政院為處理二二八受難者之認定及申請補償事宜，得設立二二八事件紀念基金會」，顯然基金會成立是為辦理補償而存在，但條例第11條規定，基金會之基金用途包括「舉辦二二八紀念活動、舉辦協助國人瞭解二二八真相之文宣活動、二二八事件教材或著作之補助、有關調查、考證活動之補助，及有助平反受難者名譽及促進台灣社會和平之用途」，法條上也沒定明顯的基金會結束期限。
1996年1月29日，基金會討論依法補償二二八受難者的補償金基數問題，達成死亡獲六十個基數，多重傷害最高五十八個基數、重傷者三十至五十個基數、非重傷但情況特殊者二十個基數以下、輕傷十個基數以下，羈押或徒刑未滿六個月者六個基數、六個月以上未滿一年者十個基數、一年以上未滿兩年者十七個基數，以此累積每逾一年增加五個基數，但最多不超過五十個基數，財務、名譽及健康受損者，在二十個基數以下。次月27日，基金會審查通過首批四位受難者家屬補償申請案，每人可獲六百萬元最高額補償金。馬英九回憶他在行政院擔任研考會主委時，就參與行政院二二八事件處理小組工作，在二二八基金會成立後，因擔任部長的關係擔任董事，實際參與了補償事件的審查，由於這樣的經驗，讓認識了許多遺族，開始了解家屬的痛苦與陰影。
之發生部分受難者家屬要求清楚交代其先人受難事實，有的甚至還拒領補償金，於是基金會於1997年3月31日成立二二八事件真相調查小組，成員包括廖正豪和內政部長林豐正、教育部長吳京、基金會董事林宗義等人，將結合台大教授鄭欽仁等學者作實地調查。除了對受難者家屬金錢補償外，二二八基金會已也採取刊登政府公報、刊登報紙和赴受難者家中精神撫慰等方式，恢復二二八受難者的名譽。如1997年7月10日，執行長鄭興弟率隊飛抵到花蓮張七郎故宅、並至其三人墳前弔念，另一方面也約談案發當時的十多名見證人，做為申請補償金的佐證。基金會並對二二八的相關研究予以著作補助，開辦獎學金鼓勵碩士班和博士班研究生進行二二八論文研究。

### 陳水扁政府時期
2003年8月27日，執行長李旺臺提議，董事會通過會務人員減薪案，減薪幅度為五％至一四．○五％，自9月1日生效，並將會務人員部分，原訂專任十五至廿人，修訂為十至十五人。
2006年2月18日，基金會發表以《蔣中正總統檔案》「大溪檔案」作史料的《二二八事件責任歸屬研究報告》，編作者之一中研院近史所副研究員陳儀深強調，可證明蔣介石不但派兵，還包庇陳儀、彭孟緝、柯遠芬等明顯應負責任者。引起國民黨立委蔣孝嚴在同月23日對台北地檢署控告基金會董事長陳錦煌、中央研究院副研究員陳儀深、國史館館長張炎憲誹謗，求償五十億元。
由於遺族希望基金會能永續經營，讓基金會以檔案資料典藏、研究報告、推廣教育文化活動以及國際交流四大層面為主要功能，行政院長蘇貞昌2007年作出裁示，由內政部主管，改隸為由教育部主管。
2008年1月31日，林暐哲母親、二二八事件遺族的張秋梧到基金會抗議，表示民進黨政府上台後運作卻變樣，排除異己、補助款發放不公、拒用民間推薦董事，要求董事長陳錦煌、執行長楊振隆下台負責，彰化縣二二八關懷協會執行長張淑芬則與張秋梧發生扭打，引起王世堅為阿姨張秋梧叫屈。

### 馬英九政府時期

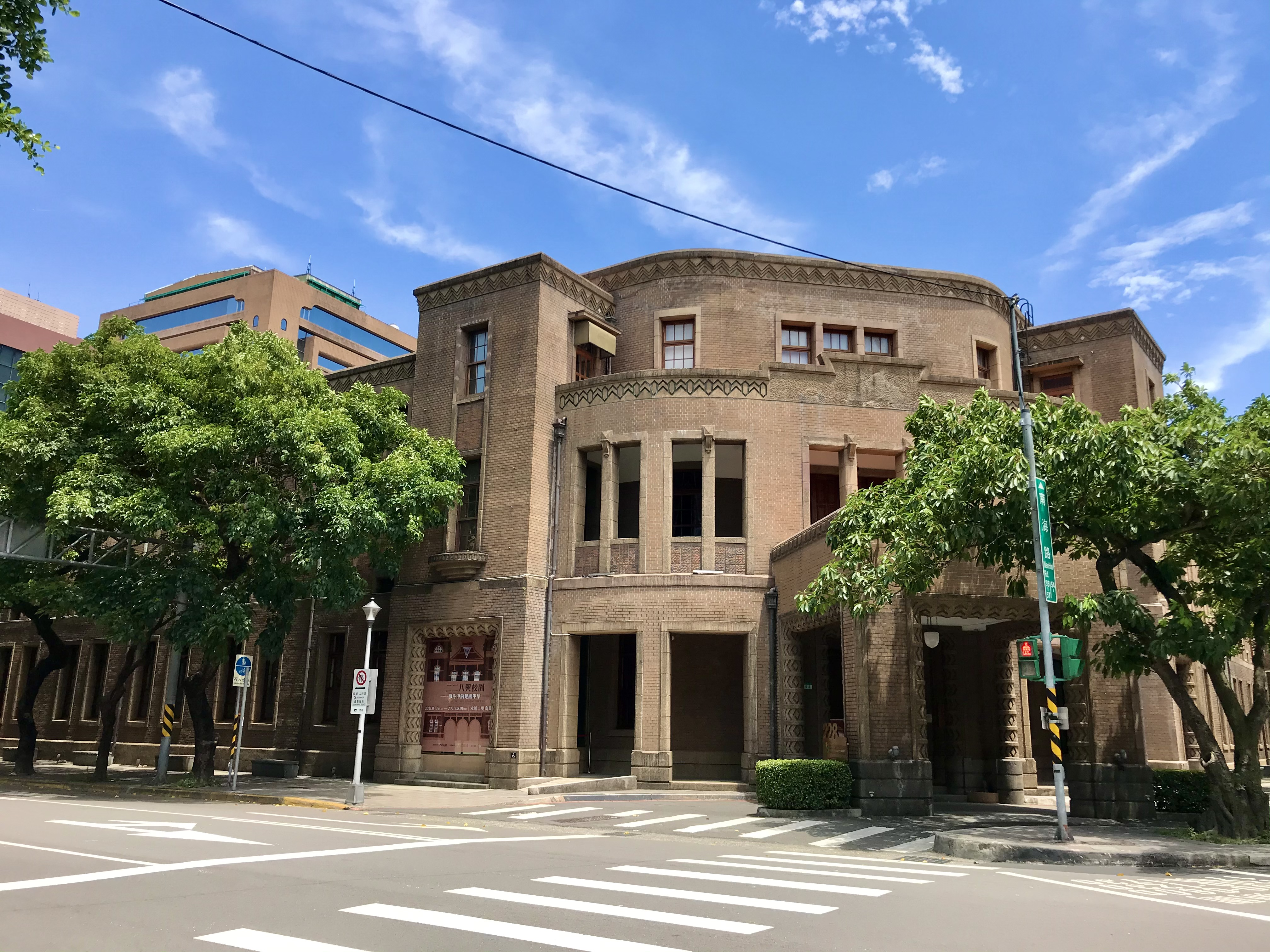
臺灣教育會館

2009年2月22日，總統馬英九裁示，未來每年編足基金會三億元預算，編足十五億元基金後，所生孳息將用作基金會運作，去年度遭凍結的部分，行政院將向立法院申請解凍並保留，今年度遭刪除預算，將在未來年度繼續補足，指示各部會全力協助基金會運作。同月24日，馬英九出席福臨春元團拜茶會，對於部分藍委主張二二八基金會的賠償任務已完成，不應再編列預算，馬英九引用條例規定指出，基金會設立目的也包括使國民瞭解事件真相、撫平歷史傷痛、促進族群融和任務，因此基金會仍必要繼續運作。5月25日，他出訪前，在府院黨高層會議中親自交代行政、立法體系，要求七大法案務必在本會期通過，其中就包括二二八基金會的修法條例。6月5日，《二二八事件處理及賠償條例》修正案通過，讓二二八事件紀念基金會永續經營，預定設立二二八國家紀念館，委託此基金會經營管理，另外基金會遺族代表組成，由原本條文中不得少於紀念基金會委員總額四分之一，修正為不得少於三分之一。

### 蔡英文政府時期
政黨輪替後，董事長陳士魁請辭。2016年9月30日第10屆董事會選出國立政治大學台灣史研究所教授薛化元出任董事長，執行長則由遺族楊振隆回鍋接任。2023年9月15日第14屆董事會選任，原執行長楊振隆解任，新任執行長由藍士博接任。

### 賴清德政府時期
2025年7月24日第15屆董事會選出前任執行長暨受難者楊阿壽、周金波家屬代表楊振隆出任董事長，執行長由藍士博續任。